# در جستجوی تادزیو
در جستجوی تادزیو (ایتالیایی: Alla ricerca di Tadzio) یک فیلم مستند درام محصول ۱۹۷۰ به کارگردانی لوکینو ویسکونتی است. تهیه‌کنندگی این فیلم را رادیو تلویزیون ˈرایˈ ایتالیا به عهده داشته است.

## موضوع
این فیلم مستندی است درباره سفرها و تست‌های بازیگری لوچینو ویسکونتی به منظور یافتن یک بازیگر نوجوان برای بازی در نقش تادزیو در فیلمی که قصد داشت با اقتباس از رمان مرگ در ونیز اثر توماس مان بسازد. ویسکونتی در نتیجه این جستجوها و مشاهده چندین بازیگر نوجوان، سرانجام بیورن آندرسن بازیگر سوئدی را برگزید.

## بازیگران
- لوکینو ویسکونتی: در نقش خودش
- بیورن آندرسن: در نقش خودش